# Panická porucha
Panická porucha je psychická porucha charakterizována opakovanými záchvaty intenzivního strachu a vnitřní nepohody, které vznikají náhle bez zjevné příčiny. Během několika málo minut dosahují maxima a trvají zpravidla několik minut. Takovým epizodám nebo záchvatům se říká panická ataka.
Středně těžká porucha je taková, pokud počet záchvatů je aspoň 4 během 1 měsíce a těžká, pokud jsou aspoň 4 během 1 týdne.[chybí lepší zdroj]
Panická porucha se v posledních letech dostává do popředí obecného zájmu, lidé trpící touto nemocí jsou často nadměrně vystavováni stresu, drtivá většina z nich však přesto dokáže žít naprosto normální osobní i pracovní život.

## Panická ataka
Samotná panická ataka má složku myšlenkovou, emoční, ale především fyziologickou. Postižený trpí zejména na tělesné úrovni. Upřednostňovanou metodou pro zvládnutí panického záchvatu je aplikace dechové a svalové strategie.

### Fáze panické ataky
1. Předpokladem vzniku panické ataky je chronický stres.
2. Spouštěčem panické ataky bývá tělesný stres, méně častěji zúzkostňující myšlenky, vzpomínky.
3. Napětí se začíná zvyšovat, nastupuje stresová reakce, v těle začínají probíhat fyziologické změny, které jsou způsobené zrychlením frekvence dechu a s tím související změnou úrovně kyslíku a oxidu uhličitého v krvi.
4. Fyziologické změny přecházejí na úroveň vědomí.
5. Na kognitivní úrovni nastává reakce ve formě panických myšlenek.
6. Hyperventilace, koncentrace kyslíku v krvi stoupá. Dostavuje se hypokapnie, což je stav, kdy hladina oxidu uhličitého v krvi klesne pod normální hodnoty. Stresová reakce vygraduje do stavu stresové pohotovosti, tj. základní ochranné vegetativní funkce boj nebo útěk.
7. Pacient úporně hyperventiluje, do svalů se vylévá kyselina mléčná.
8. Panickými myšlenkami a hyperventilací se stav stresové pohotovosti prodlužuje.
9. Po několika minutách dochází k vyčerpání organismu, napětí začíná klesat, dech se prodlužuje, klesá krevní tlak, tepová frekvence se zpomaluje.
10. Panická ataka ustupuje.

## Příznaky

### Charakteristické příznaky (záchvatu)
Mezi příznaky vegetativního dráždění patří: 
- Tachykardie
- Pocení
- Tremor
- Sucho v ústech
- Svírání v oblasti hrudníku
- Zvracení
- Zrychlené dýchání
- Závratě
- Napětí ve svalech
- Sevření hrdla – knedlík v krku
- Zvýšení krevního tlaku

### Ostatní příznaky
- Obtížné dýchání
- Pocity na zalknutí
- Nausea nebo břišní nevolnost
- Pocity derealizace
- Depersonalizace
- Návaly horka nebo chladu
- Třes
- Strach ze smrti, z vážných nemocí, strach ze strachu
- Strach z míst, kde postižený prožil jakoukoliv ataku (spouštěcí faktory)

## Příčina
Podle behaviorální teorie jde o naučené chování. Jde o relativně trvalý sklon k interpretaci různých tělesných příznaků, které jsou projevem stresové reakce jako příznak hrozící katastrofy. Pokud jsou tyto příznaky brány jako hrozba (např. bolest na hrudi = mám infarkt), nastává stav napjatého očekávání. Spouští se reakce útok nebo útěk, tím dochází k zesilování původní reakce. Někdy pacient začne zrychleně dýchat, tím dochází ke změně vnitřního prostředí a znovu k zesílení původních příznaků.

## Útěk nebo útok
Reakce útěk nebo útok můžeme vnímat jako jedny z nejdůležitějších součástí naší výbavy pro přežití v nebezpečných situacích. Pocházejí z počátku vývoje lidského mozku, kdy byl život mnohem fyzicky náročnější a nebezpečnější než dnes. Tenkrát byly hrozby jednoduché a přímé, například divoká zvěř nebo člen nepřátelského kmene.
Proto může být panická ataka spuštěna rychle a hlavně podvědomě. Lidé trpící panickými záchvaty často říkají, že „přišly z ničeho nic“. Když tělo změní prioritu z dlouhodobého přežití na krátkodobé ve stavu nouze, děje se hned několik věcí. Následkem vyloučení hormonů jako je adrenalin se krevní tlak zvýší a zrychlí se dech při přípravě na velkou tělesnou námahu. Nohy se mohou třást, protože se připravují na běh, a také ruce se mohou třást, jak se na nich velké svaly připravují k boji. Člověk se může zpotit, čímž se jeho tělo ochladí, aby se pak nepřehřálo při velké fyzické námaze, na kterou se podvědomě připravuje.
Krev je odháněna od žaludku k důležitým svalům, kde je potřeba v případě nouze. Z tohoto důvodu lidé, kteří jsou často vystavováni stresovým situacím, mohou mít problémy s trávením. Krev je soustavně odváděna od žaludku do jiných částí těla.

### Stavy, které mohou imitovat panickou poruchu
- intoxikace psychoaktivní látkou (amfetamin, kokain, kofein, apod.)
- odvykací symptomy (alkohol či barbituráty)
- afektivní porucha
- schizofrenie
- somatoformní poruchy
- generalizovaná úzkostná porucha
- prostá a sociální fobie
- tělesná onemocnění (skutečný infarkt myokardu, hypoglykémie, feochromocytom, hyperparathyreoideismus, prolaps mitrální chlopně, arytmie, koronární nedostatečnost, dráždivý tračník, cholecytolithiáza, tetanický syndrom, migréna,…)

## Léčba
Podle výsledků mnohých studií je při léčbě panické poruchy terapií „první volby“ kognitivně behaviorální terapie, která je doplněna nácvikem dechových a svalových strategií.
Porucha se léčí buď psychoterapií – kde jsou vhodné hypnoterapie, satirovská transformační systemická terapie či kognitivně-behaviorální psychoterapie, nebo pomocí psychofarmak, kde se používají antidepresiva ze skupiny SSRI nebo SNRI (např. venlafaxin) a k akutnímu zvládání úzkosti vysoce potentní benzodiazepiny (alprazolam, klonazepam). Výjimkou nejsou ani antipsychotika (sulpirid). Často se k léčbě používá kombinace antidepresiv, antipsychotik a léků aktuálně snižujících úzkost (bromazepam).

## Doba léčby
Záleží na mnoha faktorech – prostředí, stresu postiženého během života, podpoře v okolí, také na celkovém zdraví. Neléčená panická porucha se může s postiženým táhnout celý život.
Podle nejnovějších studií je však prognóza léčby panické ataky poměrně příznivá. Léčba akutních projevů panické poruchy trvá v řádů měsíců. Kognitivně-behaviorální terapie zahrnuje aplikaci dechových a svalových strategií, které jsou doslova první pomocí při zvládnutí počínající panické ataky
Dále je třeba identifikovat a zpracovat spouštěče panických projevů na myšlenkové a emoční úrovni. Jinými slovy je nutné odhalit a ošetřit příčiny chronického stresu, který je hlubší příčinou panické poruchy.